# 고석 (법조인)
고석 (1960년~)은 군인 출신 정치인이다. 대한민국의 전 고등군사법원장이다. 육군사관학교 졸업 이후 위탁교육을 통해서 서울대학교에서 법학을 수학하였으며, 사법고시에 합격하였다. 사법고시 합격 이후 군법무관으로 활동하며, 합동참모본부, 국방부 등에서 근무하였다. 2024년 국민의힘에 입당하여 용인시 병 선거구에 출마하였으나, 부승찬 더불어민주당 후보에 패하였다. 현재 용인시 병 국민의힘 당협위원장으로 활동하고 있다.

## 경력
- 국방부 고등군사법원 법원장[1]
- 육군본부 법무실장(육군준장)[2]
- 방위사업청 법무지원팀장
- 육군 제3야전군사령부 법무참모
- 국방부 검찰부장

## 저술
- 고석의 사명

- 命令에 依한 行爲와 그 刑法的 效果에 關한 硏究 : 軍隊組織을 中心으로 / 高奭. 고석
- 한국 군사재판 제도의 성립과 개편과정에 관한 연구 : 국방경비법에서 군법회의법 제정시까지 = (A)Study on the establishment & reorganization of the Korean military justice system : from the Korean articles of war to the enactment of the court-martial act / 고석.

## 역대 선거 결과
| 실시년도 | 선거   | 대수 | 직책     | 선거구         | 정당     | 득표수   | 득표율          | 순위 | 당락 | 비고 |
| -------- | ------ | ---- | -------- | -------------- | -------- | -------- | --------------- | ---- | ---- | ---- |
| 2024년   | 총선   | 22대 | 국회의원 | 경기 용인시 병 | 국민의힘 | 80,687표 | \| \| 49.73% \| | 2위  | 낙선 |      |
|          | 49.73% |      |          |                |          |          |                 |      |      |      |

## 소속 정당
| 소속 정당 | 소속 정당 | 소속 기간 | 비고      |
| --------- | --------- | --------- | --------- |
|           | 국민의힘  | 2024~현재 | 정계 입문 |

## 같이 보기
- 해병대 채상병 사망 사건